# Ist (ö)
Otok Ist är en ö i Kroatien.   Den ligger i länet Zadars län, i den sydvästra delen av landet, 200 km sydväst om huvudstaden Zagreb. Arean är 10,1 kvadratkilometer.
Terrängen på Otok Ist är platt. Öns högsta punkt är 162 meter över havet. Den sträcker sig 4,4 kilometer i nord-sydlig riktning, och 5,2 kilometer i öst-västlig riktning.